# 佘姓
佘姓（國語注音ㄕㄜˊ；汉語拼音shé；广州话拼音se4；潮州话拼音sia5）为中文姓氏之一，在《百家姓》中排名第489位。
2023年中華民國內政部姓名統計分析 （页面存档备份，存于）中，佘姓在台灣排名第160名，共3,509人。

## 起源
根據「简氏中华宗亲总会」文獻表明，傳佘姓為夏禹第三子罕的後代。禹妻涂山女生三子，長曰啟，次曰窣，三曰罕。罕就地受封於涂，封余慶王，罕傳位於子余昶，以國為氏，即姓余氏，其子孫遂以余為姓。涂山今作塗山，古無塗字皆作涂，與余字古音同部，去水旁作余故為余姓由來但此說法未得學界確切考證僅為有此一說。
後發展記於張澍《姓氏五書》中：「古有余與余，余之轉音爲禪遮切。音蛇，ㄕㄜˊ。今人妄作佘，非也。」表明佘姓為余姓轉來，佘余兩姓同源，這一說法有較多考證支持，《姓氏寻根》上追溯也顯示古时没有佘姓，只有余姓，余转韵读蛇，明朝杨慎也做過考證佘与余之關聯，余姓在晉懷帝（司馬熾）永嘉初年（公元307年後）因石勒之亂避居睦州今浙江建德，淳安等地。《姓苑》一書介绍的佘姓主要繁衍于新安，也就是现在的安徽歙县，但來源於南昌，余佘二姓后来在安徽和江苏確實一度成了大姓似乎佐證了文獻，至今上海著名的市區小山名為佘山。
历史正式文獻上第一个出现的佘姓名人，是唐朝的太学博士佘钦。佘钦為为南昌人，也表明佘姓的播迁时间较早。《姓苑》表明後續唐宋年间，余姓佘姓先后进入莆田、仙游、泉州等八闽，再傳播至江苏、湖南、广东，到了近代河南省的中南部也出現佘姓聚居區至今。王應麟《姓氏急就篇》:「佘氏，姓苑出南昌，今新安有之，唐佘欽改爲余。」此為另一說法余姓反而是來自佘姓，可能確有一派余姓來源為此而被王應麟所考，但可以確定的是余佘二姓淵源頗深，東晉明帝（司馬紹）太寧元年（公元323年），余諷仕晉，因避諱改姓變余為佘，更姓名為佘頑為得姓始祖。佘頑之子，佘昭元字君章因鎮守雁門關有功，封鎮海大將軍。故今之佘姓多發地：派衍塗山晉敕雁門，族盛銅陵。目前佘氏宗族廟堂上牌匾往往刻有“雁门衍派”字样由來，也是佘頑一派佘姓由來。
另有安徽《芜湖县水利文史资料汇编》記載，和县张家一族曾被大蛇所救，改姓佘姓的紀錄。還有福建等地《佘氏族谱》记载东晋都尉余讽被明帝赐改余姓为佘、蒙古人折姓為避禍改佘等，以上皆顯示佘姓人士由來多樣，唐朝後曾有多處它姓改來。

## 延伸阅读
[在维基数据编辑]
 《百家姓》
 《欽定古今圖書集成·明倫彙編·氏族典·佘姓部》，出自陈梦雷《古今圖書集成》

## 另見
- 佘山